# District de Mortain

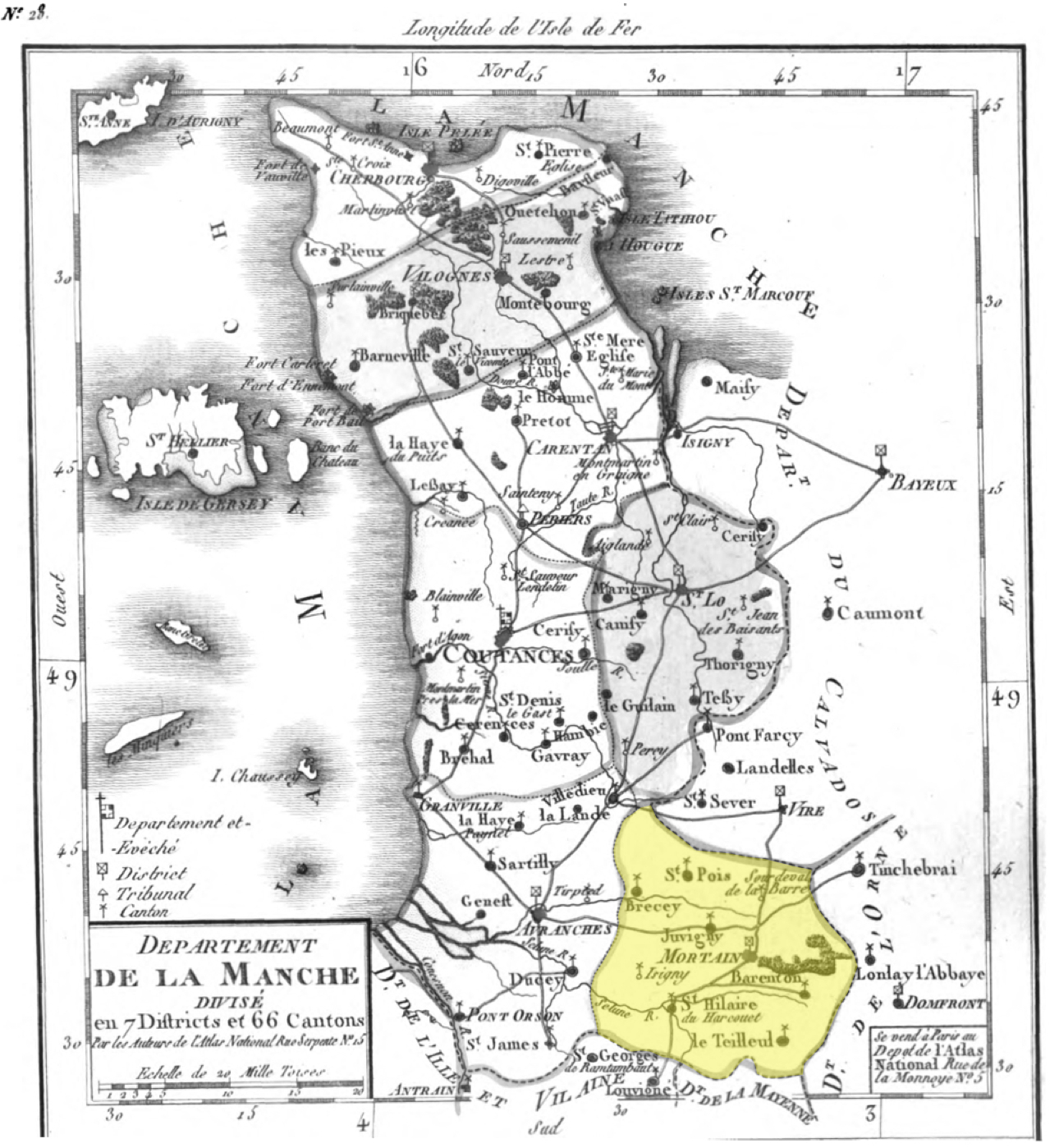
Localisation du district de Mortain sur une carte de la Manche.

Le district de Mortain est une ancienne division territoriale française du département de la Manche de 1790 à 1795.

## Historique
Ce district, créé en application des décrets relatifs à la division du royaume des 15 janvier et 16 février 1790, comportait 9 cantons (graphie de 1791)  :
Supprimé en 1795, le district de Mortain fit place au plus vaste arrondissement de Mortain créé le 17 février 1800, et lui-même supprimé en 1926 pour être rattaché à l'arrondissement d'Avranches.

## Composition
Il était composé de 9 cantons :
- Barenton[2]
- Brécé[3]
- Isigny[4]
- Juvigny[5]
- Mortain[6]
- Saint-Pois ou Saint-Pair[7]
- Saint-Hylaire-du-Harcouet[8]
- Sourdeval-de-la-Barre[9]
- Le Teilleul[10]